# Canal do Itajuru

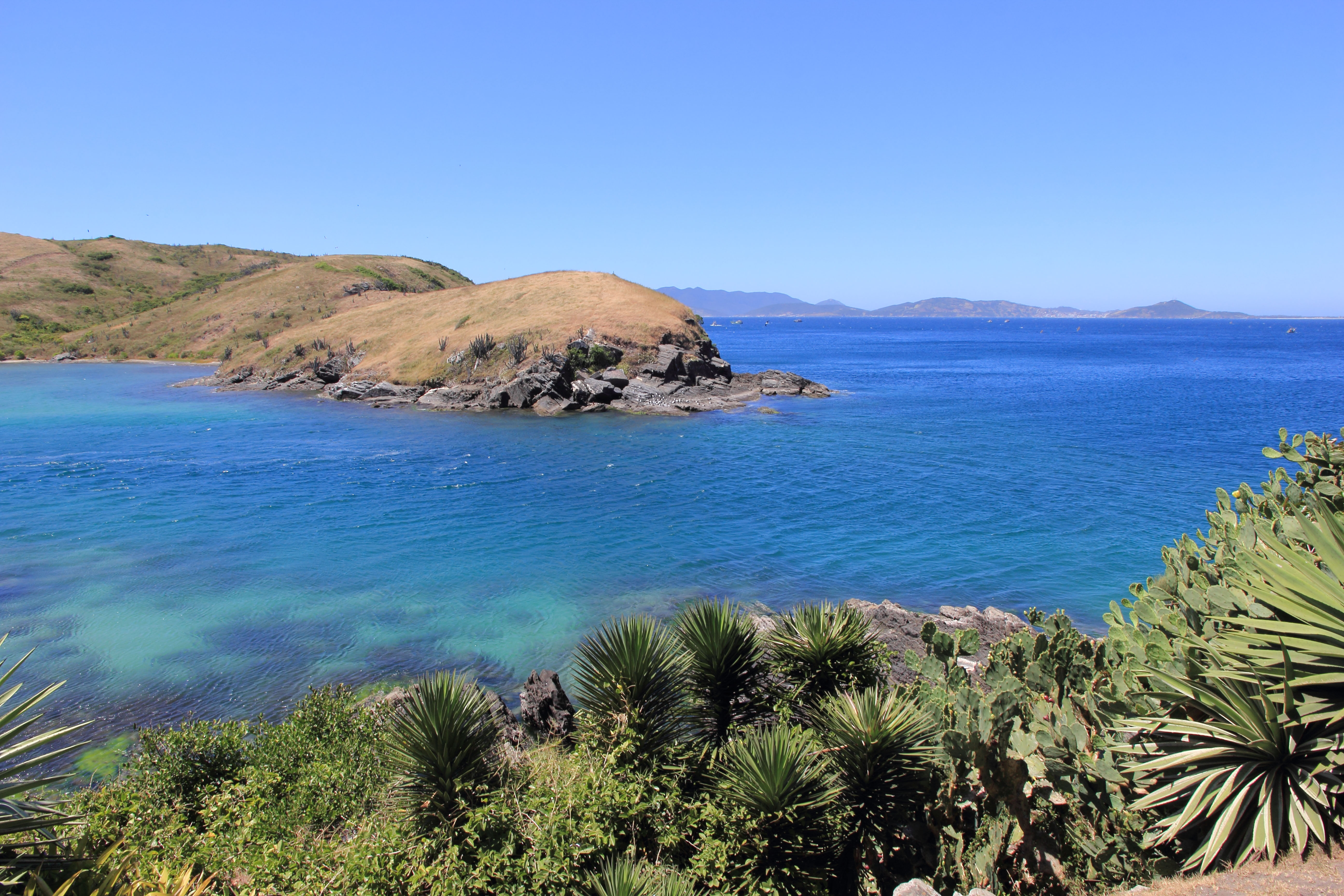
Canal do Itajuru, no Rio de Janeiro

O Canal do Itajuru é um canal com seis quilômetros de extensão navegáveis localizado no estado do Rio de Janeiro. Liga a laguna Araruama ao oceano Atlântico. Está localizado nos municípios de São Pedro da Aldeia e, na sua maior parte, em Cabo Frio.
Há diversas opções de passeios de barco com roteiros diferenciados. Há também o calçadão, a feira de artesanato e lindas mansões ao longo dos condomínios Moringa e Moringuinha. Tem seu ponto mais conhecido no centro da cidade, em frente ao bairro da Gamboa, em Cabo Frio. Também é lá que as escunas ficam ancoradas para passeios por todo o Canal do Itajuru, incluindo roteiros em diversas praias. Caminhando na Av. dos Pescadores, ao final de onde se pode admirar o canal a pé, fica a praia de São Bento.
Em 1907 foi erguida nas águas do Canal do Itajuru a estátua de um anjo de asas abertas, chamada Deusa da Vitória, com nove metros de altura. A força das correntezas inclinou a estátua, levando a população à batizá-la de Anjo Caído. A estátua foi construída para comemorar a abertura dos canais da laguna, que facilitaram a entrada das embarcações de sal na cidade.
Nos últimos anos o canal foi alargado para oxigenar a laguna Araruama, em detrimento da mortandade de animais marinhos provocados pelo baixo fluxo aquífero e principalmente, pelo esgoto não tratado lançado in natura tanto na lagoa quanto na orla do canal.
O canal possui marinas e praias de grande beleza localizadas na Ilha do Japonês.

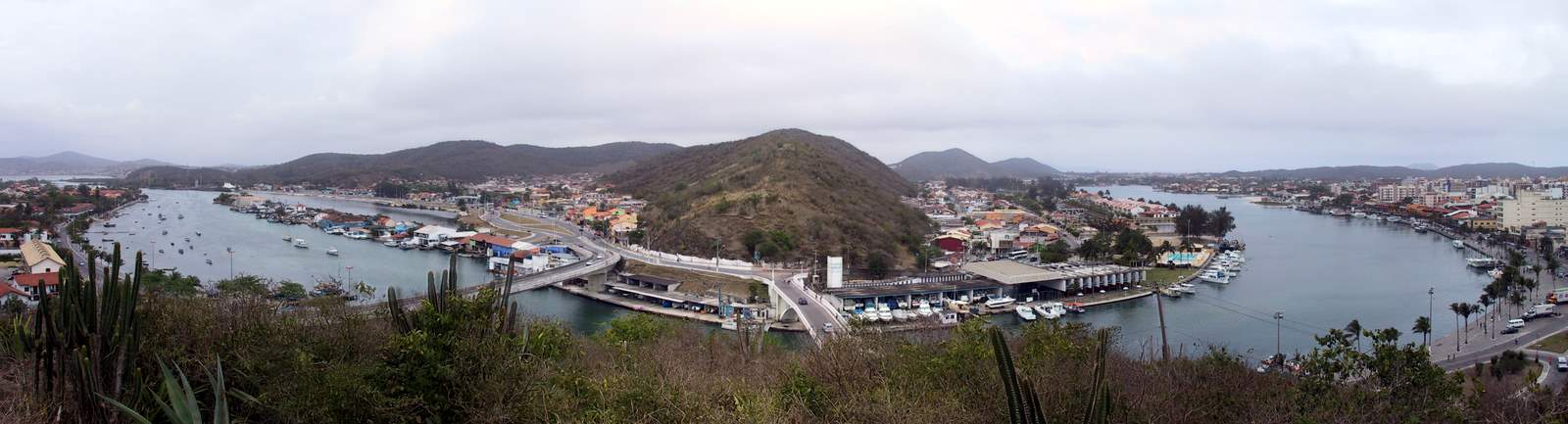
Vista panorâmica do Canal do Itajuru